# António Dias de Oliveira
Ne pas confondre avec Antônio Dias de Oliveira
Pour les articles homonymes, voir António Oliveira et Oliveira.
 (mai 2011).
Si vous disposez d'ouvrages ou d'articles de référence ou si vous connaissez des sites web de qualité traitant du thème abordé ici, merci de compléter l'article en donnant les références utiles à sa vérifiabilité et en les liant à la section « Notes et références ».
António Dias de Oliveira (né le 20 juillet 1804 à Valongo, Portugal, décédé en avril 1863) est un homme politique portugais de l'époque de la monarchie constitutionnelle. Il étudie à l'Université de Coimbra, et est Président du Conseil des ministres du 2 juin 1837 au 10 août 1837. Il était franc-maçon.